# 曼努埃爾·菲利佩·德·托瓦爾
曼努埃爾·菲利佩·德·托瓦爾（Manuel Felipe de Tovar，1803年1月1日—1866年2月21日），委內瑞拉政治人物，邦聯戰爭期間保守派政府的總統，1859年至1861年在任。

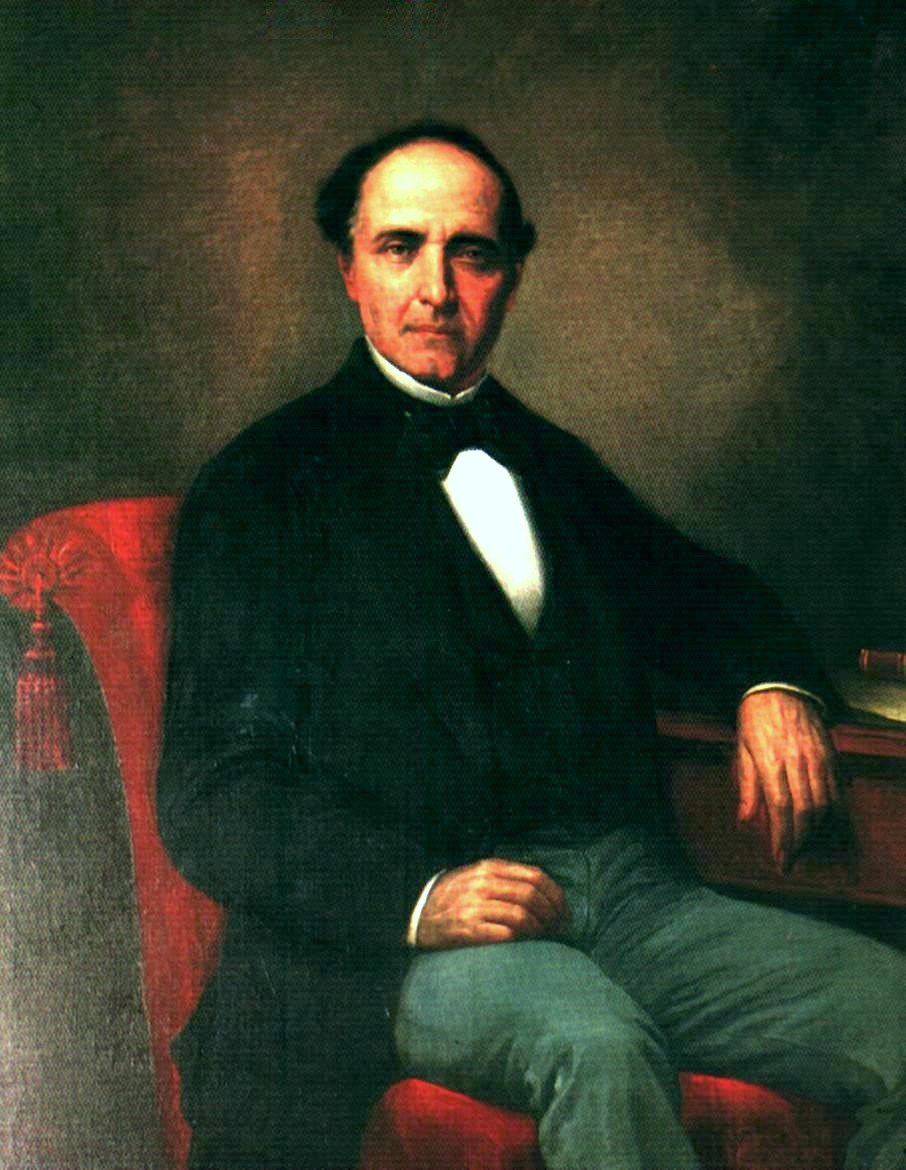
曼努埃爾·菲利佩·德·托瓦爾